# Episodi di Devious Maids - Panni sporchi a Beverly Hills (terza stagione)
La terza stagione della serie televisiva Devious Maids - Panni sporchi a Beverly Hills è stata trasmessa in prima visione assoluta sul canale statunitense Lifetime, dal 1º giugno 2015.
In Italia viene trasmessa per la prima volta dal 6 ottobre al 22 dicembre 2015, tutti i martedì alle 22 su Comedy Central. 
In chiaro, è stata trasmessa dal 29 settembre 2016 su Rai 4.
| nº | Titolo originale      | Titolo italiano          | Prima TV USA   | Prima TV Italia  |
| -- | --------------------- | ------------------------ | -------------- | ---------------- |
| 1  | Awakenings            | Risvegli                 | 1º giugno 2015 | 6 ottobre 2015   |
| 2  | From Here to Eternity | Da qui all'eternità      | 8 giugno 2015  | 13 ottobre 2015  |
| 3  | The Awful Truth       | L'amara verità           | 15 giugno 2015 | 20 ottobre 2015  |
| 4  | Since You Went Away   | Da quando sei andato via | 22 giugno 2015 | 27 ottobre 2015  |
| 5  | The Talk of the Town  | Sulla bocca di tutti     | 29 giugno 2015 | 3 novembre 2015  |
| 6  | She Done Him Wrong    | Gioco pericoloso         | 6 luglio 2015  | 10 novembre 2015 |
| 7  | The Turning Point     | Il punto di svolta       | 13 luglio 2015 | 17 novembre 2015 |
| 8  | Cries and Whispers    | Lamenti e sussurri       | 20 luglio 2015 | 24 novembre 2015 |
| 9  | Bad Girl              | Relazioni segrete        | 27 luglio 2015 | 1 dicembre 2015  |
| 10 | Whiplash              | Colpo di frusta          | 3 agosto 2015  | 8 dicembre 2015  |
| 11 | Terms of Endearment   | Parole d'affetto         | 10 agosto 2015 | 15 dicembre 2015 |
| 12 | Suspicion             | Sospetto                 | 17 agosto 2015 | 22 dicembre 2015 |
| 13 | Anatomy of a Murder   | Anatomia di un delitto   | 24 agosto 2015 | 22 dicembre 2015 |

## Risvegli
- Titolo originale: Awakenings
- Diretto da: David Warren
- Scritto da: Marc Cherry e Brian Tanen

### Trama
Alcune vite sono cambiate per sempre in seguito alla sparatoria al matrimonio di Rosie e Spence. Michael e Taylor Stappord ritornano a Beverly Hills con la loro nuova e misteriosa figlia, e assumono una nuova domestica, Blanca. Carmen inizia ad avere dei dubbi sulla relazione tra lei e Sebastien. Marisol pubblica il suo libro, e trascura le sue amiche dopo aver stretto amicizia con Evelyn. Zoila fa il test di paternità, per scoprire se il figlio che aspetta è di Javier o di Pablo. Quando Blanca si trasferisce dagli Stappord, vede qualcosa di sconvolgente e macabro.

## Da qui all'eternità
- Titolo originale: From Here to Eternity
- Diretto da: David Warren
- Scritto da: Curtis Kheel

### Trama
Quando Marisol inizia un nuovo lavoro, Carmen insiste per essere la sua prima cliente. Zoila e Valentina devono prendere delle decisioni serie sul loro futuro. Blanca ha dei problemi con uno dei suoi datori di lavoro, e scopre un segreto inquietante. Un visitatore inaspettato arriva a Beverly Hills.

## L'amara verità
- Titolo originale: The Awful Truth
- Diretto da: Gil Junger
- Scritto da: Ric Swartzlander

### Trama
Blanca sospetta che Taylor stia nascondendo qualcosa di grosso. Mentre Zoila e Javier si preparano a sposarsi, Genevieve insiste sul fatto che Zoila debba ascoltare il suo consiglio. Spence cerca di proteggere Rosie. Marisol incontra un cliente molto esigente. Carmen inizia un nuovo lavoro. 

## Da quando sei andato via
- Titolo originale: Since You Went Away
- Diretto da: Gil Junger
- Scritto da: Davah Avena

### Trama
Genevieve fa un'offerta di cuore a Zoila. Quando Jesse fa un'inaspettata scoperta, chiede a Marisol di aiutarlo. Nel frattempo, Carmen trova un modo astuto per rendere geloso Sebastien. Michael è sospettoso di Taylor. Rosie valuta l'avere Ernesto nella sua vita. 

## Sulla bocca di tutti
- Titolo originale: The Talk of the Town
- Diretto da: Tara Nicole Weyr
- Scritto da: Charise Castro Smith

### Trama
Mentre Rosie è combattuta tra Ernesto e Spence, Marisol prova a combattere l'attrazione nei confronti di Jesse. Carmen è vinta in astuzia da Adrian. Zoila scopre un segreto del passato di Genevieve. Taylor raggiunge un punto di rottura.

## Gioco pericoloso
- Titolo originale: She Done Him Wrong
- Diretto da: Tara Nicole Weyr
- Scritto da: David Grubstick

### Trama
Pur non volendo, Carmen aiuta Adrian con il suo hobby, ma ciò porta a delle pericolose conseguenze. Marisol si preoccupa per il suo rapporto con Jesse. Zoila ha dei problemi con il fatto che sta per avere un bambino, mentre deve gestire l'arrivo di sua sorella minore. Rosie prende una drastica decisione riguardante Spence ed Ernesto. Evelyn capisce di volere qualcos'altro dalla sua vita.

## Il punto di svolta
- Titolo originale: The Turning Point
- Diretto da: Victor Nelli
- Scritto da: Charise Castro Smith

### Trama
Marisol ha alcune difficoltà con Jesse, essendo lui sia il suo fidanzato che il suo dipendente. Zoila mette in atto un piano per fare andare via la sua noiosa sorellina. Evelyn insegue il suo sogno di adottare un bambino. La carriera musicale di Carmen ottiene finalmente delle attenzioni. Rosie è sospettosa della storia degli Stappord su Katy, ed inizia anche a sospettare che sia successo qualcosa a Blanca.

## Lamenti e sussurri
- Titolo originale: Cries and Whispers
- Diretto da: Victor Nelli
- Scritto da: David Grubstick

### Trama
Carmen diventa creativa quando il suo nuovo capo la invita ad uscire. Zoila si ritrova tra Genevieve e il suo fidanzato. Marisol scopre un nuovo lato di Jesse. Rosie ed Ernesto non sono d'accordo sul lavoro di lei a casa degli Stappord. Taylor ha alcune difficoltà con le cose scoperte dalla polizia.

## Relazioni segrete
- Titolo originale: Bad Girl
- Diretto da: David Grossman
- Scritto da: Brian Tanen e Davah Avena

### Trama
Evelyn ha una grande sorpresa per Adrian dopo il suo ritorno dall'ospedale. Sebastien incoraggia Carmen a continuare la sua relazione con Jacklyn. Zoila è scioccata quando scopre un segreto che Genevieve le ha tenuto nascosto. Marisol viene a sapere delle incredibili informazioni sul passato di Jesse. Con Ernesto fuori città, Rosie si rivolge a Spence quando ha bisogno di aiuto con Miguel.

## Colpo di frusta
- Titolo originale: Whiplash
- Diretto da: David Grossman
- Scritto da: Ben Wiggins e Christian Spicer

### Trama
Marisol è curiosa riguardo al ritorno di un volto familiare nel quartiere. Le bugie di Carmen cominciano ad essere scoperte. Zoila cerca di dimostrare che lei è una cameriera migliore di Joy. I sospetti di Rosie su Taylor la portano a una scoperta sconvolgente. Evelyn si comporta in modo estremo per Deion.

## Parole d'affetto
- Titolo originale: Terms of Endearment
- Diretto da: David Warren
- Scritto da: Ric Swartzlander

### Trama
Rosie prende una grossa decisione dopo che Spence comincia a farle delle domande sul comportamento di Ernesto. Zoila scopre una verità inquietante sul dottor Neff, e cerca di mettere in guardia Genevieve. Jesse si scontra con Marisol riguardo ai suoi sospetti su Olivia. Evelyn affida a Carmen l'incarico di disciplinare il suo figlio adottivo.

## Sospetto
- Titolo originale: Suspicion
- Diretto da: David Warren
- Scritto da: Curtis Kheel

### Trama
Marisol comincia a credere che Taylor stia nascondendo qualcosa sugli omicidi. Ernesto prepara un piano che potrebbe avere delle conseguenze pericolose per Rosie. Zoila è in un momento difficile dovendosi adattare ad un grande cambiamento nel suo lavoro. Alcune azioni passate di Adrian tornano a minacciare la sua famiglia felice.

## Anatomia di un delitto
- Titolo originale: Anatomy of a Murder
- Diretto da: Tara Nicole Weyr
- Scritto da: Brian Tanen

### Trama
Qualcuno rischia la vita, e l'assassino viene smascherato.